# Delias alberti
Delias alberti är en fjärilsart som beskrevs av Rothschild 1904. Delias alberti ingår i släktet Delias och familjen vitfjärilar. Inga underarter finns listade i Catalogue of Life.